# Нордлунд, Сесилия
Cilihili (наст. имя: Сесилия Нордлунд; полное имя: Метте Мари Сесилия Нордлунд швед. Mette Marie Cecilia Nordlund, род. в 1973 году в Эстерсунде, Емтланд — шведский композитор, автор песен, певица и гитарист из города Мальмё. Музыкант в группах Souls (с ними Сесилия давала гастроли в США в середине 1990-х), Monkeystrikes и Sunshine Rabbits. В начале 2009 года вышел сольный альбом «Not listening», записанный с 2007 по 2008 год в «Aerosol Grey Machine Studios» в Сконе, Швеция, в сотрудничестве с продюсером Кристофером Лундквистом. В записи альбома принимали участие шведские музыканты Lotta Wenglén и Fredrik Myhr.
Летом 2009 года Сесилия в качестве режиссёра снимает видеоклип на первый сингл с нового альбома Хелены Юсефссон.
11 марта 2011 года в Стокгольме, Гётеборге, Мальмё и других крупных городах Швеции состоялся премьерный показ документального фильма «Jag är min egen Dolly Parton» о известных певицах из города Мальмё, в числе которых была и Сесилия Нордлунд. Помимо неё в ленте представляют Хелену Юсефссон, Нину Перссон из группы The Cardigans и других менее известных в России шведских певиц. Режиссёром фильма выступила Джессика Неттельблатс (Jessica Nettelbladts).

## Дискография
- «Not listening» (18 февраля 2009)